# Tembi (Gemeinde)

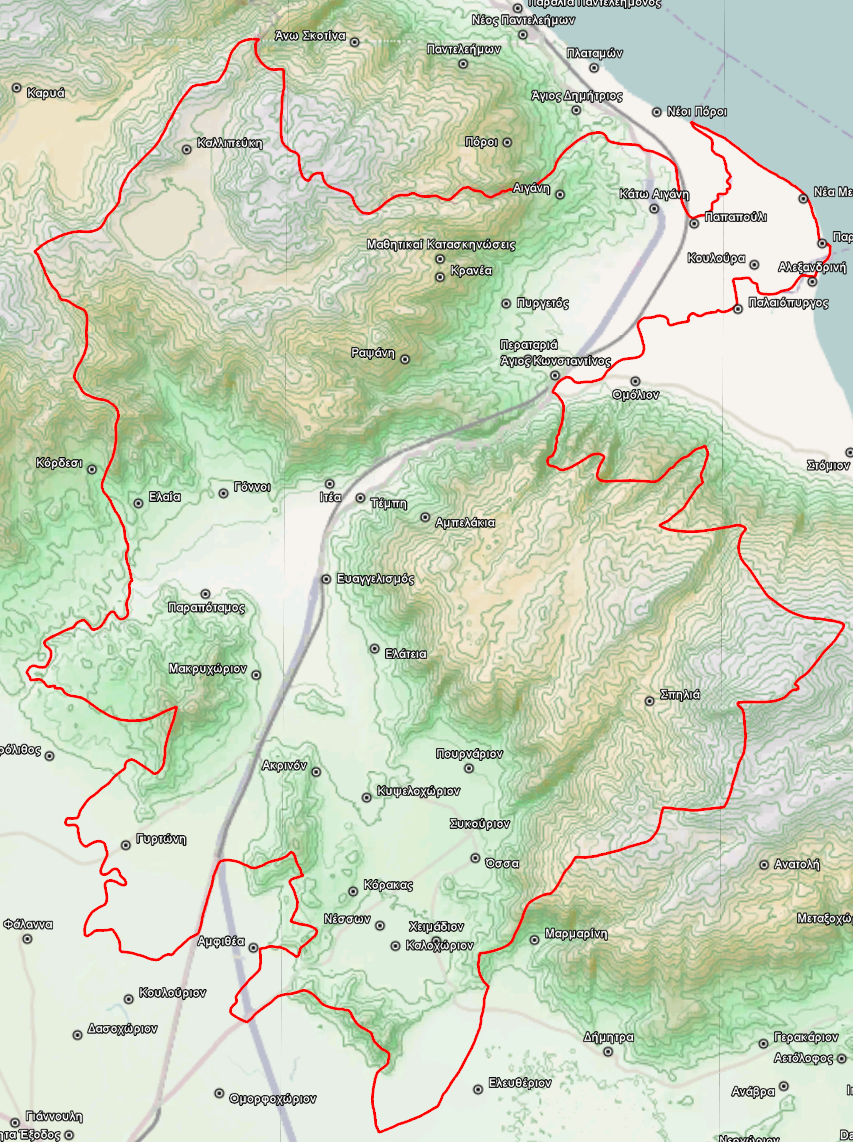
Karte

Tembi (griechisch Τέμπη Tembi (n. pl.) bzw. Δήμος Τεμπών Dímos Tembón) ist eine Gemeinde in der griechischen Region Thessalien.

## Geografie
Tembi liegt im nördlichen Thessalien am Südhang des Olymp, des höchsten griechischen Berges. Es wurde 2010 aus fünf Vorgängergemeinden neu geschaffen. Die Gemeindeverwaltung hat ihren Sitz in der Kleinstadt Makrychori. Benannt wurde Tembi nach dem Tempe-Tal, das in der Gemeinde liegt und das Massiv des Olymp von dem des südlich gelegenen Ossa scheidet.

## Verwaltungsgliederung
Die Gemeinde Tembi wurde anlässlich der Verwaltungsreform 2010 aus den im Zuge der Gebietsreform von 1997 gebildeten selbständigen Gemeinden Makrychori, Gonni, Kato Olymbos und Nessonas sowie der Landgemeinde Ambelakia gebildet. Diese haben seither den Status von Gemeindebezirken. Verwaltungssitz ist Makrychori.
| Gemeindebezirk | griechischer Name             | Code   | Fläche (km²) | Einwohner 2011 | Einwohner 2021 | Kinotita (Κοινότητα)                                    | Lage |
| -------------- | ----------------------------- | ------ | ------------ | -------------- | -------------- | ------------------------------------------------------- | ---- |
| Makrychori     | Δημοτική Ενότητα Μακρυχωρίου  | 220501 | 107,876      | 2553           |                | Elatia, Evangelismos Larisis, Makrychori, Parapotamos   |      |
| Ambelakia      | Δημοτική Ενότητα Αμπελακίων   | 220502 | 054,368      | 0388           |                | Ambelakia, Tembi, Kallipefki                            |      |
| Gonni          | Δημοτική Ενότητα Γόννων       | 220503 | 113,057      | 2462           |                | Gonni, Itea                                             |      |
| Kato Olymbos   | Δημοτική Ενότητα Κάτω Ολύμπου | 220504 | 128,611      | 3496           |                | Pyrgetos, Egani, Kranea, Rapsani                        |      |
| Nessonas       | Δημοτική Ενότητα Νέσσωνος     | 220505 | 172,437      | 4750           |                | Sykouri, Kypselochori, Nessonas, Ossa, Pournari, Spilia |      |
| Gesamt         | Gesamt                        | 2205   | 576,349      | 13.712         | 12.007         |                                                         |      |

## Verkehr
Über das Gemeindegebiet verlaufen die Aftokinitodromos 1 mit dem langen Omolion-Tunnel und die Bahnstrecke Piräus–Thessaloniki, auf der beim Eisenbahnunfall von Tembi am 28. Februar 2023 im Ortsteil Evangelismos Larisis zwei Züge frontal zusammenstießen. Von der langen Reihe von Bahnhöfen (Gyrtoni, Evangelismos, Tembi, Agia Paraskevi und Rapsani) wird heute nur noch Rapsani bedient.